# Margaret (Magazin)
Margaret (jap. マーガレット, Māgaretto) ist ein japanisches Shōjo-Manga-Magazin des Shūeisha-Verlags, das seit 1963 erscheint. Bis 1988 erschien das Magazin wöchentlich, seitdem alle zwei Wochen am 5. und 20. eines Monats. 2009 hatte das Magazin eine verkaufte Auflage von über 112.000 Exemplaren, 2010 ging diese Zahl auf 95.000 zurück.
Das Magazin veranstaltete ab den 1960er Jahren Wettbewerbe, die dazu beitrugen, dass sich im Shōjo-Manga, der zuvor von Männern dominiert war, mehr und mehr weibliche Mangaka etablierten. So veröffentlichten in dem Magazin später auch bedeutende Zeichner des Genres, wie Kyōko Ariyoshi, Riyoko Ikeda und Minami Ozaki.

## Veröffentlichte Serien (Auswahl)

### Laufend
- Hadashi de Bara wo Fume von Rinko Ueda
- Mei-chan no Shitsuji von Rico Miyagi
- Switch Girl!! von Natsumi Aida

### Abgeschlossen
- Ace o Nerae! von Sumika Yamamoto
- Hikari no Densetsu von Izumi Aso
- Ginban Kaleidoscope von Rei Kaibara und Jun Hasegawa
- Maria-sama ga Miteru von Satoru Nagasawa
- Okashina Okashina Anoko von Shōtarō Ishinomori
- Die Rosen von Versailles von Riyoko Ikeda
- Short Cake Cake von Sū Morishita
- Swan von Kyōko Ariyoshi
- Warum warten? von Aki Kusaka
- Zetsuai von Minami Ozaki